# La crociera del delitto
La crociera del delitto (Charlie Chan Carries On) è un film del 1931 diretto da Hamilton MacFadden. Basato sul personaggio di Charlie Chan, ispettore cinese della polizia di Honolulu, fu interpretato dall'attore di origine svedese Warner Oland. Tra gli altri interpreti, John Garrick, Marguerite Churchill, Warren Hymer, Marjorie White.
La versione in spagnolo con sottotitoli in inglese è disponibile online.

## Trama
La storia è basata in parte sul libro omonimo Charlie Chan Carries On, pubblicato in Italia con i titoli Una tragica promessa e Charlie Chan e la tragica promessa. L'investigatore americano di origine cinese Charlie Chan indaga sulla morte di un ricco americano in un albergo londinese. Non riuscendo a trovare subito il colpevole, Chan sale a bordo della nave crociera dove la vittima e i sospettati stavano facendo il giro del mondo per proseguire l'indagine.

## Produzione
Il film fu prodotto dalla Fox Film Corporation.

## Distribuzione
Distribuito dalla Fox Film Corporation, il film uscì nelle sale statunitensi il 12 aprile 1931.